# Pusté Úľany
Pusté Úľany es un municipio del distrito de Galanta en la región de Trnava, Eslovaquia, con una población estimada a final del año 2024 de 1822 habitantes.
Se encuentra ubicado en el centro-sur de la región, en la depresión danubiana y cerca del río Váh (cuenca hidrográfica del Danubio) y de la región de Bratislava.

## Demografía
| Año        | 1994 | 2004    | 2014    | 2024    |
| ---------- | ---- | ------- | ------- | ------- |
| Población  | 1519 | 1599    | 1708    | 1822    |
| Diferencia |      | +5,26 % | +6,81 % | +6,67 % |

| Año        | 2023 | 2024    |
| ---------- | ---- | ------- |
| Población  | 1844 | 1822    |
| Diferencia |      | −1,19 % |